# Ca l'Adroguer (Isona)
Ca l'Adroguer és una obra de Isona i Conca Dellà (Pallars Jussà) inclosa a l'Inventari del Patrimoni Arquitectònic de Catalunya.

## Descripció
Casa de veïns, de planta baixa i tres pisos, cap de filera de cases, amb estructura de murs de pedra, arrebossats per fora. Coberta de teula de dues vessants que forma una gran volada a la façana. Les bigues i l'empostissat queden vistos. Als baixos s'observa un porxo transitable format per unes grans arcades de mig punt.